# Еврідікі
Еврідікі (грец. Ευρυδίκη, повне ім'я Еврідікі Феоклеус (грец. Ευρυδίκη Θεοκλέους); нар.. 25 лютого 1968, Лімасол, Лімасол, Кіпр) — грецька і кіпрська поп-співачка.

## Біографія

### Походження та навчання
Народилася 25 лютого 1968 року в Лімасолі на Кіпрі. Ще навчаючись у школі, вона вивчала музику в Національній консерваторії Кіпру. Закінчивши школу, вона поїхала до Le Studio des Variétés у Парижі, де вивчала музику, театральне мистецтво та орографію. Згодом вона вступила до Музичного коледжу Берклі в Бостоні у США, де доповнила навчання музикою курсами гармонії та інструментарію.
Музичну кар'єру розпочала в Афінах у 1989 році, де співпрацювала з кількома артистами, співала в компіляціях.
У 1991 році випустила свій перший альбом «Gia Proti Fora».

### Співпраця з Феофанусом
Їх перша співпраця почалася в 1992 році з альбомом «Kane pos m agapas». Альбом дуже добре продавався, що підтвердилося високими рейтингами. У 1993 році Еврідікі випустила свій альбом «Missise Me», що зробило її однією з найуспішніших співачок Греції. Missise Me стало найулюбленішим альбомом Еврідікі серед її шанувальників. У 1992 та 1994 роках Еврідікі з піснями «Teriazoume» та «Eimai Anthropos Ki Ego» представляла Кіпр на конкурсі пісні Євробачення. В обидвох випадках займала 11-е місце.
У 1994 році, бажаючи випробувати щось нове, вона почала працювати над своїм наступним альбомом «Fthinoporo Gynaikas» (Жіноча осінь). Альбом являв собою суміш поп-музики та грецької фольклорної музики. Того ж року (1994) вона вийшла заміж за Йоргоса Феофануса. Композитор завжди вважав Еврідікі своєю музою, навіть після того, як вони розлучились у 2000 році. У них в листопаді 1996 року народився син Анджелос.
Феофанус був головним композитором і продюсером перших дев'яти альбомів Еврідікі, коли він співпрацював з менеджером Minos-Emi A & r Вангелісом Яннопулосом у 1998 і 1999 рр. Альбоми, такі як «Dese Mou ta Matia» (1998) (її перший золотий альбом), «To Koumpi» (1999) та «Ola Dika Sou» (2000) з їх звучанням поп / лайко характерні для теофанового періоду Еврідікі.

### Співпраця з Коргіаласом
У 2002 році Еврідікі після розлучення вона більше не співпрацювала зі своїм колишнім чоловіком і змінила стиль музики з поп-музики на рок / альтернативу. У своєму альбомі 2002 року «Ki Ki Allios» вона виконала відомі рок-пісні. У 2002 році вона також виступила на сцені як «Taptim» у мюзиклі «Король і я», який продюсувала Мімі Денісі, з дуже позитивним сприйняттям публікою та критиками.
Провівши (студійну) музичну паузу протягом майже трьох років, Еврідікі випустила альбом «Oso Fevgo Gyrizo» у 2003 році, в якому написала дві пісні. Цей запис став би переломним моментом у кар'єрі Еврідікі, характеризуючи для неї нову еру. Відтоді її визнали найуспішнішою грецькою рок-співачкою. Вона випустила ще одну відому платівку «Sto Idio Vagoni» (2005). В обох альбомах вона співпрацювала з музикантом Димитрісом Коргіаласом.
У берені 2007 року вийшов альбом Еврідікі «13» (її тринадцятий особистий альбом). Пізніше, того ж року, вона отримала на Кіпрі звання «Співачка року».
У 2009 році Евридікі випустила альбом «Etsi Ine I Agapi», виступаючи разом з Димитрісом Коргіаласом. Наступного року (2010) вийшов сингл «Etsi Apla».
У 2017 році Evridiki співпрацював з кіпрською поп-рок-групою Lopodites. Співпраця продовжилася в 2018 році, коли вона знову вийшла на сцену з Лоподітами та співачкою Джорджією Кефала (вокалістка групи Ble) в Ravens Music Hall в Лімасолі.
Загалом, «Евридікі» є однією з найпопулярніших успішних та найбільш продаваних співаків у Греції та на Кіпрі. Окрім Йоргоса Теофаноса та Димитріса Коргіаласа, вона працювала з відомими представниками грецької музичної індустрії; Васіліс Папаконстантіну, Джоргос Хацінасіос, Янніс Спанос, Маріос Токас, Вангеліс Дімітріадіс, Христос Дантіс, Наталія Герману, Елені Пета, Антоніс і Янніс Вардіс, Стеліос Роккос і Сакіс Рувас.

### Участь у пісенному конкурсі «Євробачення»
Вона представляла Кіпр на Євробаченні в 1992 році (Мальме, Швеція) з піснею «Teriazoume» (фінішуючи на одинадцятому місці), а потім у 1994 році (Дублін, Ірландія) з Іме Антропос Кі Его. Останнє викликало суперечливі реакції критиків та глядачів через політичний натяк пісні на «Кіпрську проблему». З іншого боку, вона стала фаворитом перемоги через етнічне звучання та дуже сентиментальний виступ. Як і при першій участі у конкурсі двома роками раніше, Євридікі посіла одинадцяте місце. Також Єврідікі тричі виступав у ролі бек-вокаліста на Євробаченні — в 1983, 1986 і 1987 роках.
У 2007 році вона була обрана для того, щоб втретє представляти Кіпр, у конкурсі Євробачення, з французькомовною піснею «Comme Ci, Comme Ça», чиї тексти написав Посеідонас Яннопулос, а його музику склав Димитріс Коргіялас. Незважаючи на те, що вона була однією із фаворитів на перемогу в змаганнях, їй не вдалося пройти півфінальний етап змагань, фінішувавши 15-ю.
У 2008 році вона виступила в дитячому Євробаченні, в якому вона виконала тематичну пісню конкурсу «Fun in the Sun» зі своїм тодішнім чоловіком Димитрісом Коргіаласом
.

## Родина
Була одружена з грецько-кіпріотським співаком і композитором Георгіосом Феофанусом з 1994 по 2000 роки. В шлюбі народився син Ангелос.

## Дискографія

### Альбоми
- 1991 — Gia Proti Fora
- 1992 — Poso Ligo Me Xeris
- 1993 — Misise Me
- 1995 — Fthinoporo Gynekas
- 1996 — I Epomeni Mera (double CD with a live recording)
- 1997 — Pes to Mou Afto
- 1998 — Dese Mou ta Matia
- 1999 — To Koumbi
- 2000 — Ola Dika Sou
- 2002 — Live ki Allios
- 2003 — Oso Fevgo Gyrizo
- 2005 — Sto Idio Vagoni
- 2007 — 13
- 2009 — Etsi Einai I Agapi
- 2011 — Oneirevomai akoma mama
- 2017 — 25 Gia Panta

### CD-сингли
- 2007 — «Comme Ci, Comme Ça»
- 2008 — «I Zoi Ehei Hroma»